# Gura Râului (gmina)
Gura Râului – gmina w Rumunii, w okręgu Sybin. Obejmuje tylko jedną miejscowość Gura Râului. W 2011 roku liczyła 3621 mieszkańców.